# Che grosso gambero quello del sig. Arling
Che grosso gambero quello del sig. Arling (The Striped Bathing Suit) è un cortometraggio muto del 1912 diretto da Leopold Wharton, prodotto dalla Pathé Frères e distribuito in sala il 17 ottobre 1912 dalla General Film Company.
Venne interpretato da Charles Arling e Gwendolyn Pates.

## Produzione
Il film fu prodotto dalla Pathé Frères.

## Distribuzione
Venne distribuito in sala il 17 ottobre 1912 dalla General Film Company.